# Monsoma
Monsoma es un género de insectos de la subfamilia Allantinae, familia Tenthredinidae. Existen por lo menos dos especies descriptas en Monsoma.

## Especies
Especies del género Monsoma:
- Monsoma inferentium (Norton 1868). Neártico
- Monsoma pallipes Matsumura, 1912 g
- Monsoma pulveratum (Retzius, 1783) g b

Data sources: i = ITIS, c = Catalogue of Life, g = GBIF, b = Bugguide.net